# Castrignano del Capo
Castrignano del Capo – miejscowość i gmina we Włoszech, w regionie Apulia, w prowincji Lecce.
Według danych na rok 2004 gminę zamieszkiwały 5474 osoby, 273,7 os./km².